# Ishigaki
Ishigaki (japanisch 石垣市, -shi) auf Ishigaki-jima in der Präfektur Okinawa, Japan, ist die südlichste Stadt Japans. Das Stadtgebiet umfasst die gesamte Insel, die vor allem als Touristenzentrum bekannt ist, sowie die umstrittenen Senkaku-Inseln. Es besteht eine Städtepartnerschaft zwischen Ishigaki und Wakkanai, der nördlichsten Stadt Japans.
Vom Flugplatz in Ishigaki aus bestehen tägliche Verbindungen nach Hateruma-jima, Yonaguni-jima, Miyako-jima, Naha, dem Flughafen Kansai und dem Flughafen Tokio-Haneda. Außerdem bestehen Fährverbindungen zu allen bewohnten Yaeyama-Inseln.

## Geografie
Auf Ishigaki-jima befindet sich der 526 m hohe Omoto-dake als höchster Berg der Präfektur.
Das Klima der Stadt ist subtropisch; 2002 wurde gemessen:
Jahrestemperatur: 25,4 °C
Höchsttemperatur: 34,8 °C
Niedrigste Temperatur: 11,7 °C
Durchschnittliche Luftfeuchtigkeit: 76 %

## Sehenswürdigkeiten
- Unweit des Stadtzentrums ist der buddhistische Tempel der Myōshin-ji-Linie der Rinzai-Schule Tōrin-ji (桃林寺). 1641 als Tempel der Shingon-Schule gegründet ist er der älteste buddhistische Tempel auf den Yaeyama-Inseln. Sein Tempeltor ist ebenfalls das älteste der Präfektur. Nebenan steht der Shintō-Schrein Gongen-dō (権現堂) in dem Kumano Gongen eingeschreint ist. 1771 zerstört und dann wieder 1787[2] aufgebaut ist es das älteste Holzgebäude der Präfektur. Das Ensemble wurde daher als Wichtiges Kulturgut klassifiziert.[3]
- Auch das nahegelegene Wohnhaus Miyara Donchi, das 1819 erbaut wurde, ist besuchenswert. Sein Baustil ähnelt dem eines Samuraihauses, doch haben auf den Yaeyama-Inseln zu keinem Zeitpunkt Samurai gelebt. Einen reizvollen Kontrast hierzu bildet die moderne katholische Kirche der Stadt.
- Im Museum der Yaeyama-Inseln Shiritsu Yaeyama Hakubutsukan an der Hauptstraße der Stadt sind unter anderem verschiedene Arten von Booten zu sehen. Für japanische Touristen ist das Museum eine besondere Attraktion, da es das südlichste Museum ganz Japans ist.
- Der Fusaki Kannon-dō (冨崎観音堂) wurde 1701 gegründet und bekam 1742 seinen heutigen Namen. Der Tempel ist der buddhistischen Göttin Kannon geweiht. Immer wieder durch Taifune zerstört stammt seine heutige Form von 1928.[4] Er befindet sich etwa 5 km westlich der Stadt auf einer Anhöhe und bietet eine schöne Aussicht über die Insel Ishigaki bis hin zur Nachbarinsel Iriomote.[5] Erreichbar ist er von der Ringstraße über eine längere Treppe.
- Das Grabmal Tojinbaka, rund 6 km westlich der Stadt an der Ringstraße gelegen, erinnert an 400 Chinesen, die 1852 bei einer Rebellion auf einem nach Amerika segelnden Schiff in der Nähe von Ishigaki ums Leben kamen.[6]
- Nordwestlich der Stadt ist die Bucht Kabira-wan ein beliebtes Ausflugsziel.

## Söhne und Töchter der Stadt
- Rimi Natsukawa (* 1973), Folk-Sängerin
- Yūkō Tamanaha (* 1936), Färber und Kunsthandwerker und Lebender Nationalschatz
- Yōkō Gushiken (* 1955), Boxer
- Yukiya Arashiro (* 1984), Radrennfahrer

## Bilder

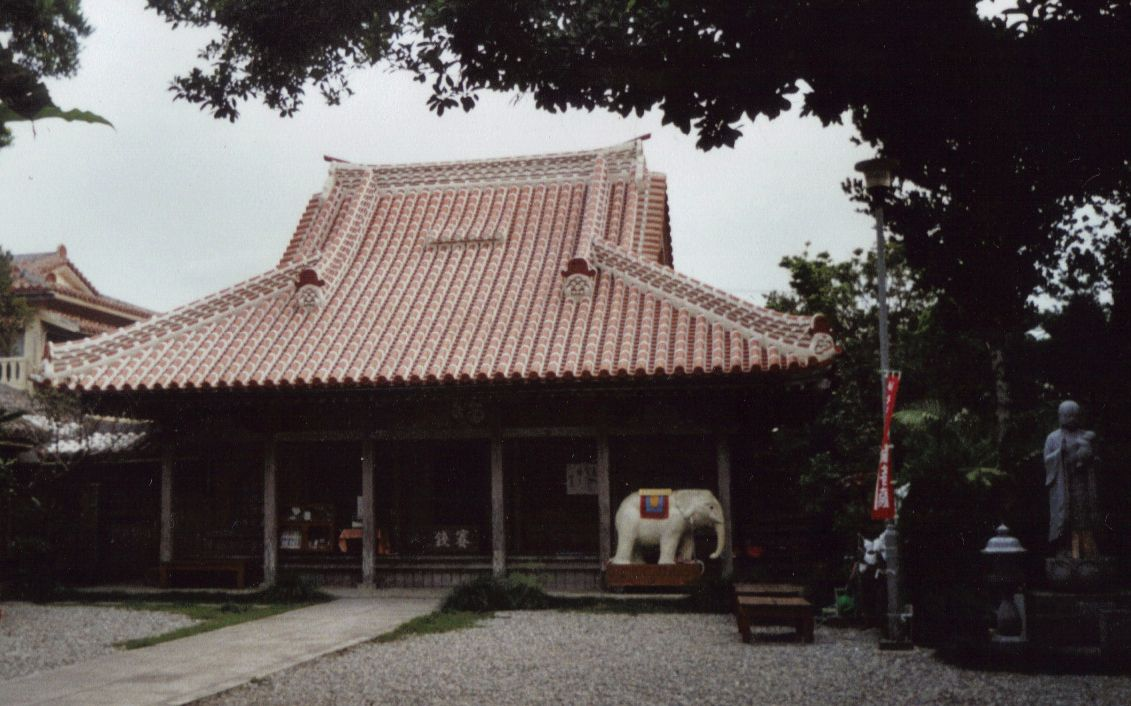
Tempel Tōrin-ji
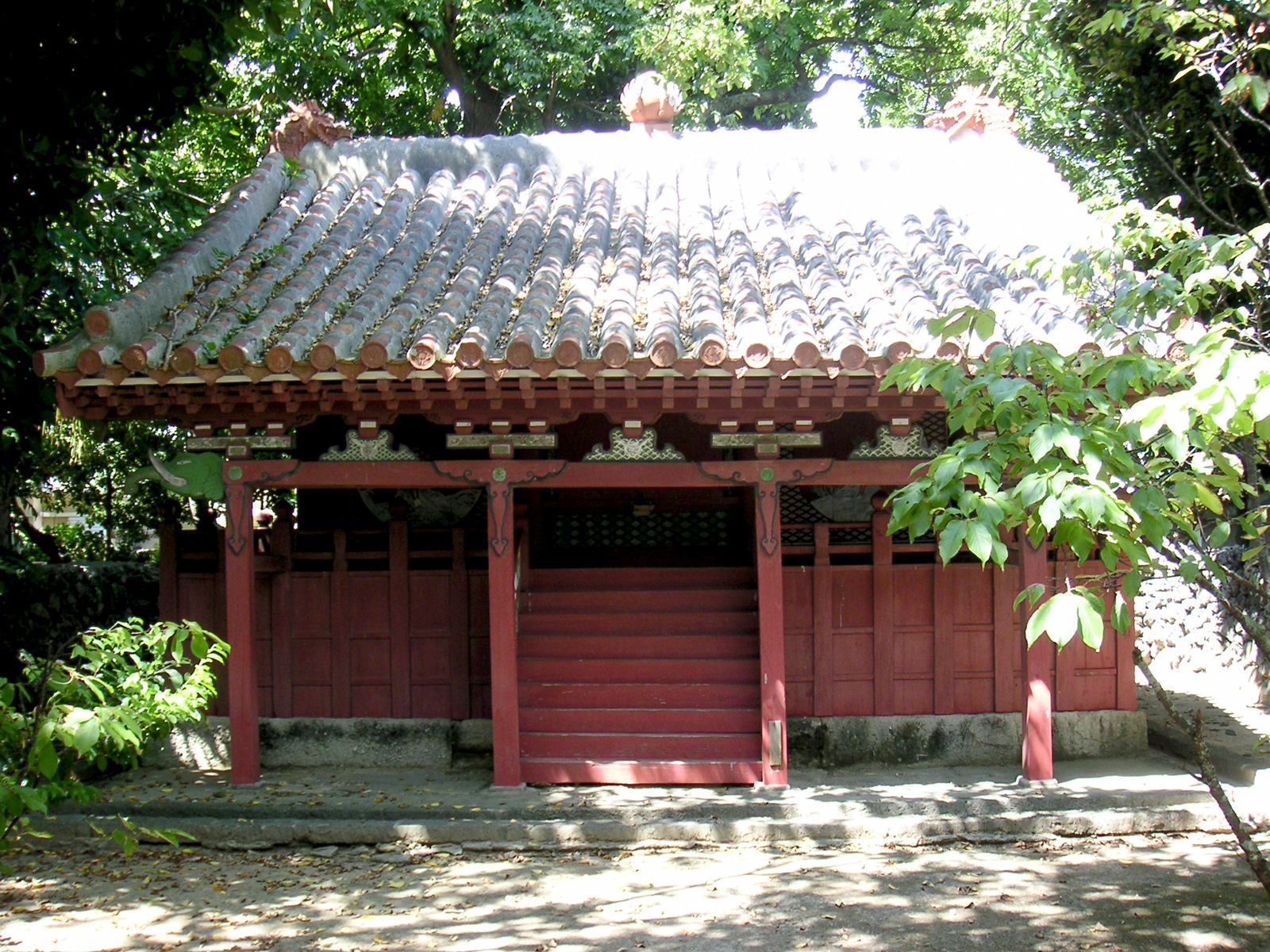
Shintō-Schrein Gongen-dō
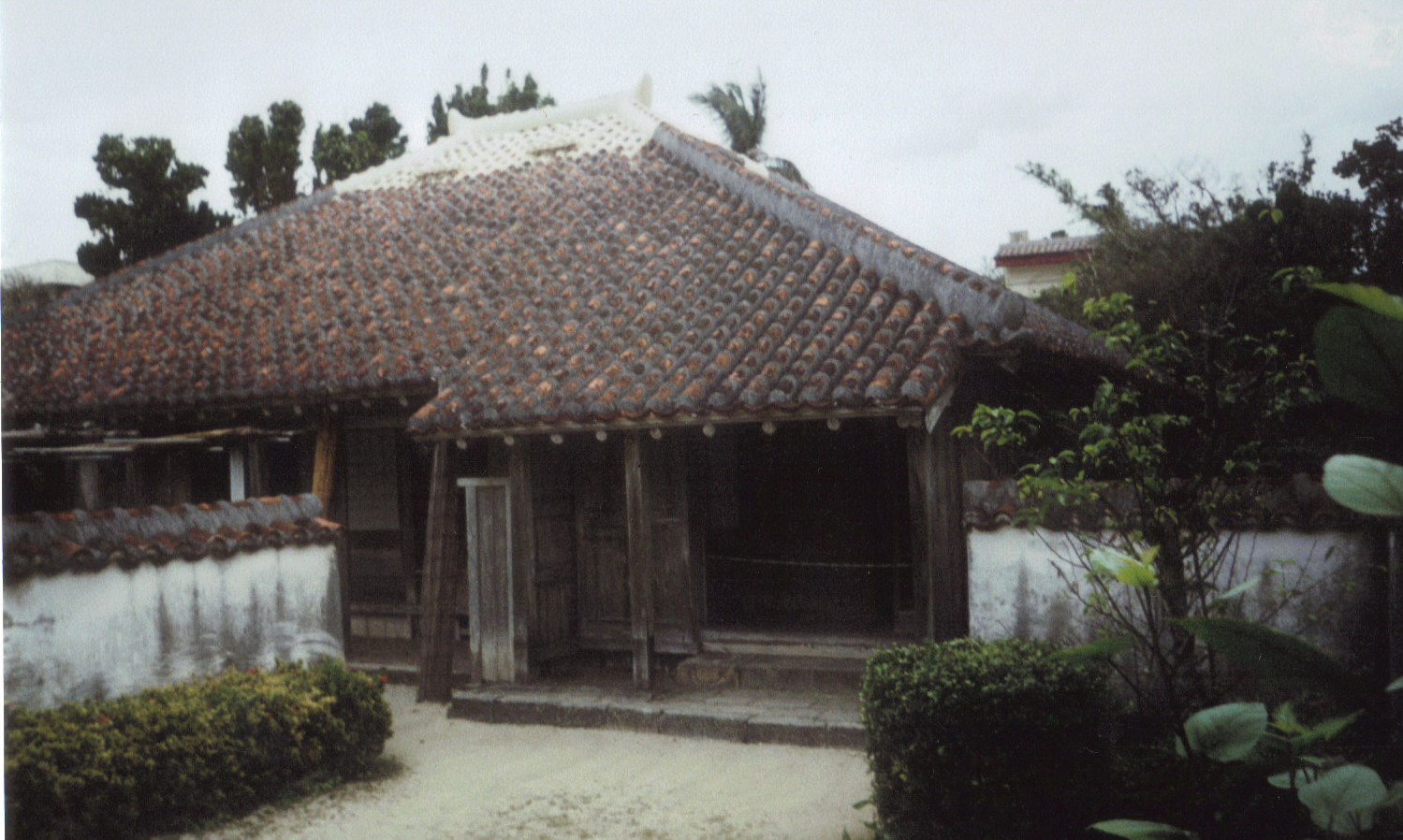
Miyara Donchi
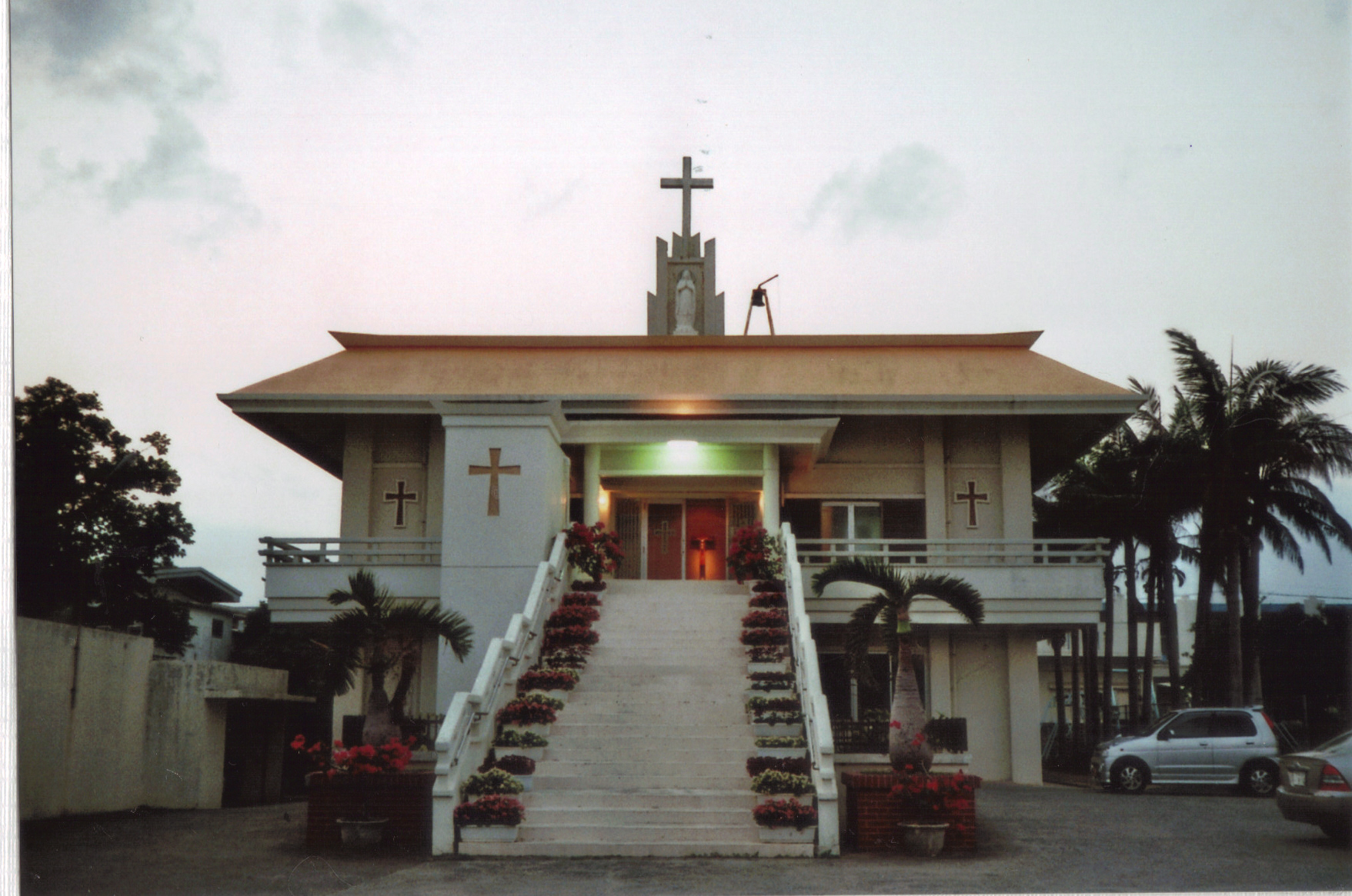
Kirche in Ishigaki
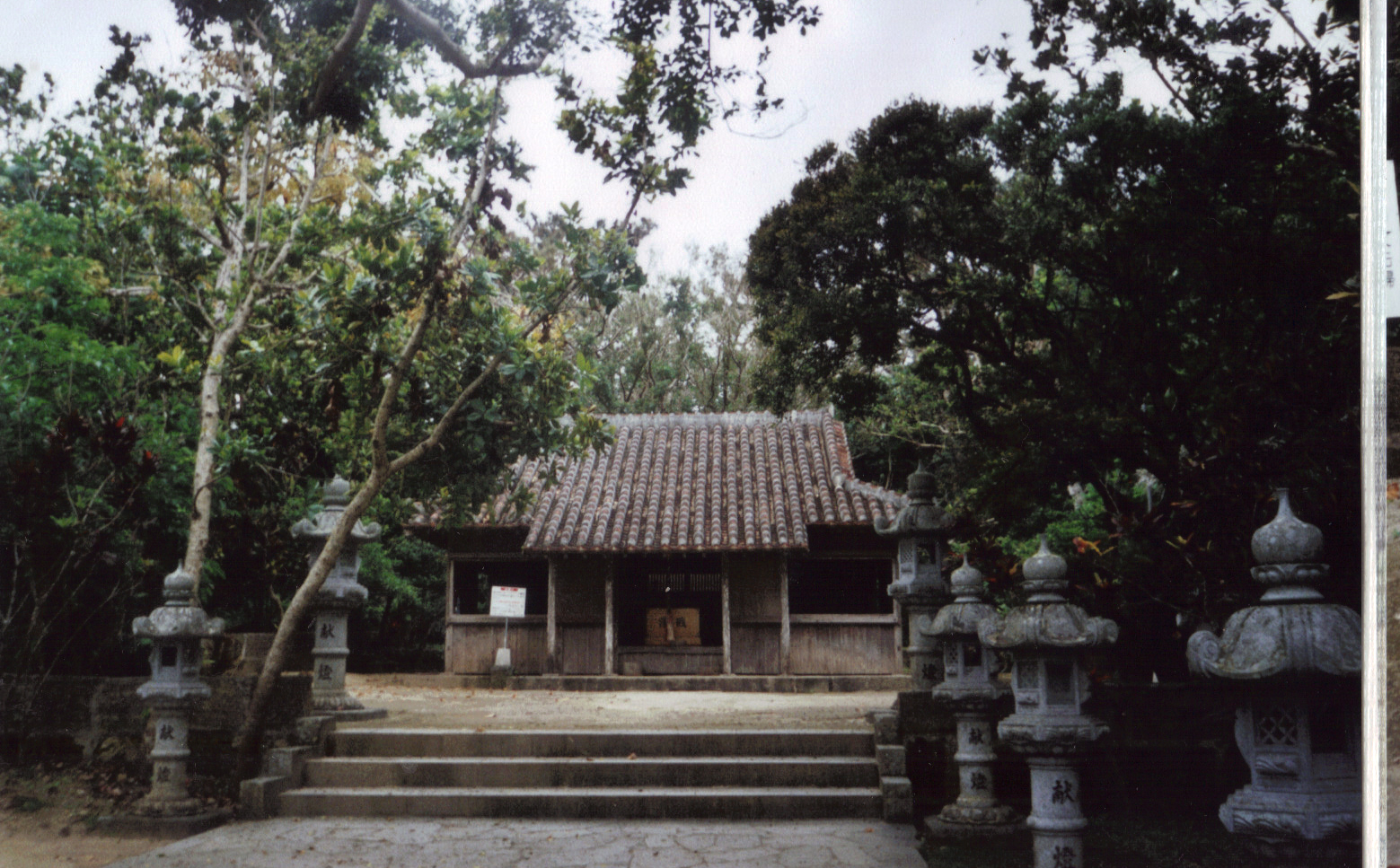
Schrein Fusaki Kannon-dō
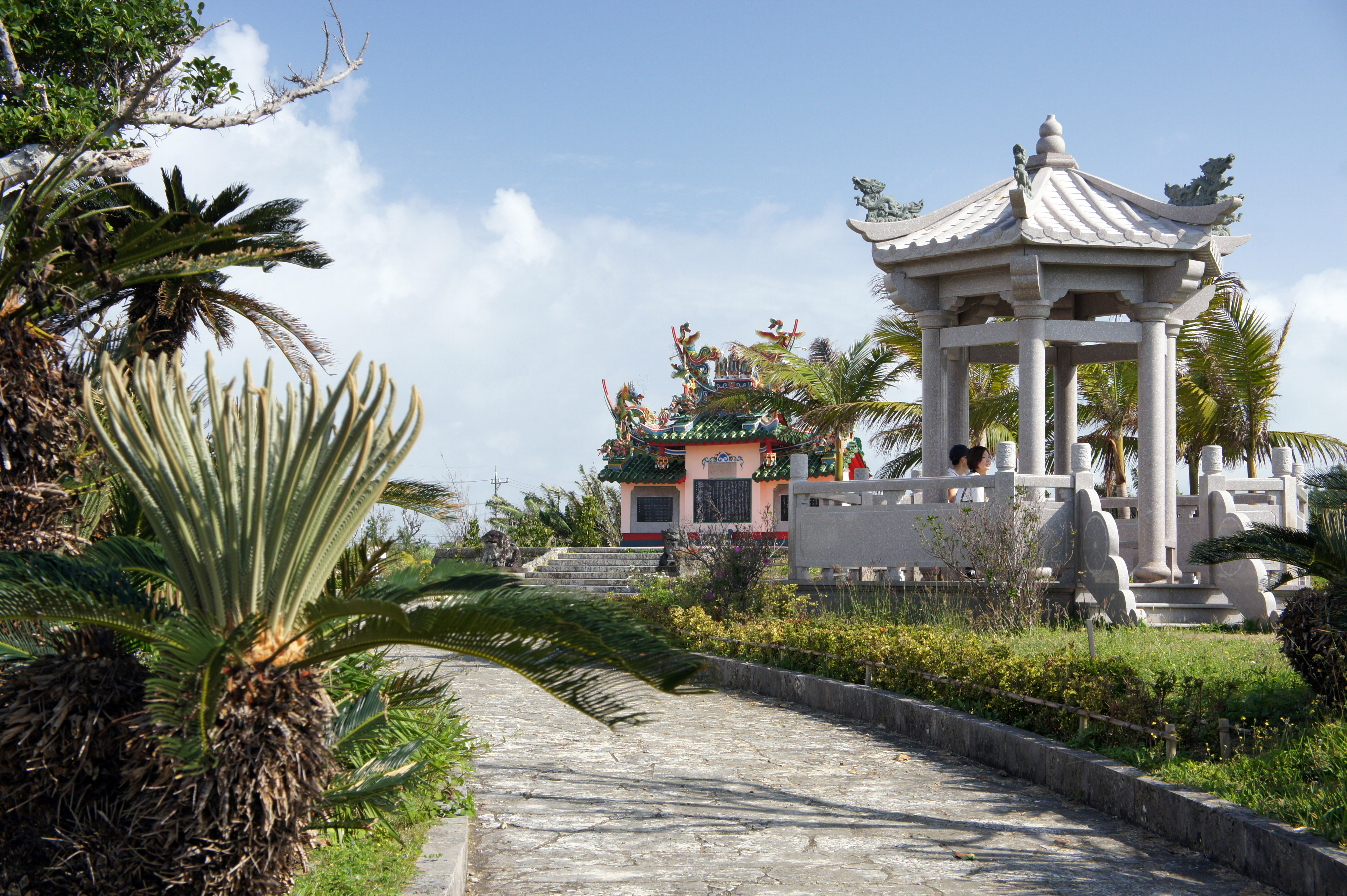
Grabmal Tojinbaka
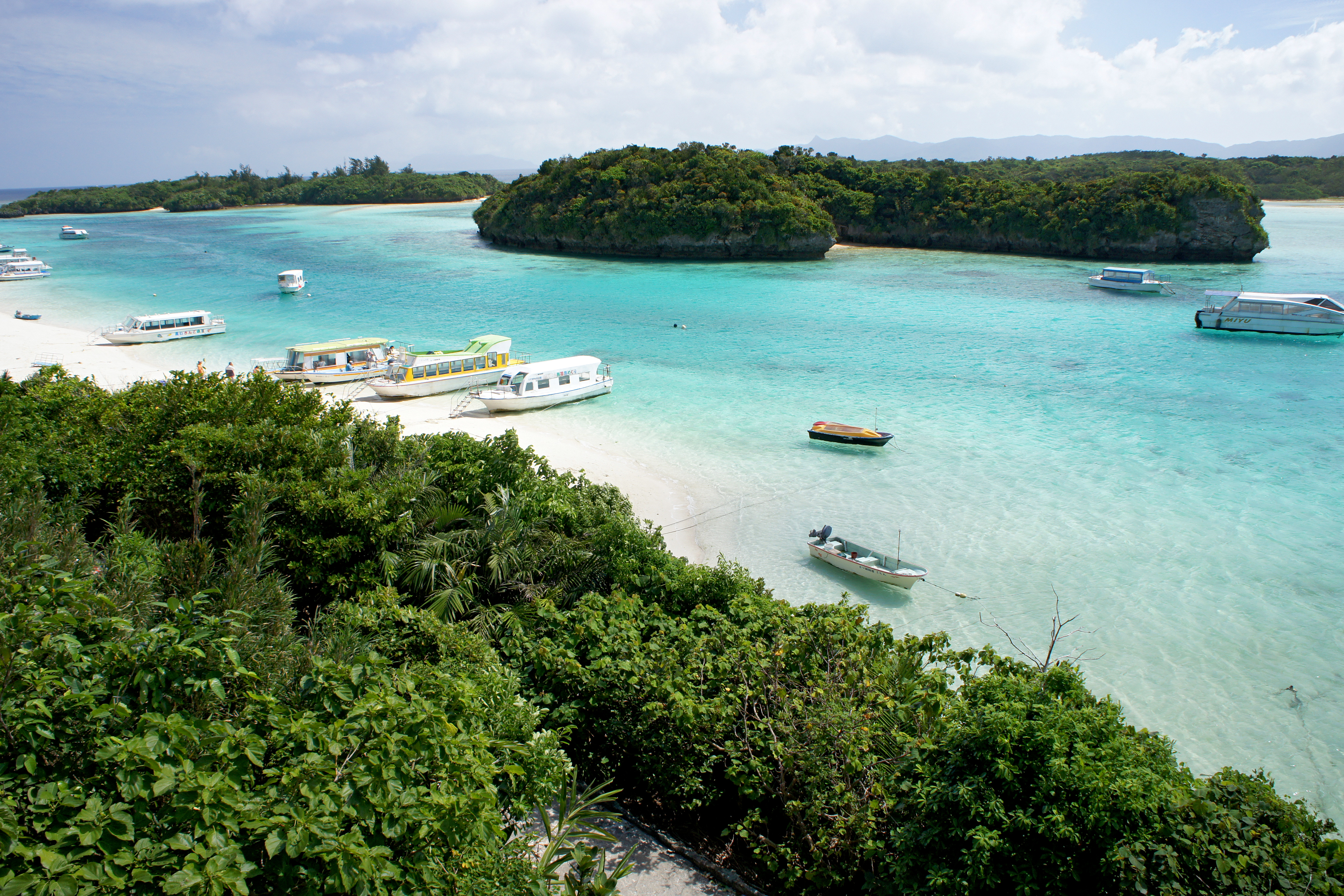
Bucht Kabira-wan